# Ribeirão Fundo
Ribeirão Fundo es una localidad caboverdiana del municipio de Porto Novo.

## Geografía
La localidad está situada en la isla Santo Antão.

## Organización territorial
La localidad abarca los lugares y barrios de:
- Lombo de Franklin
- Ribeirão Fundo de Baixo
- Ribeirão Fundo de Cima
- Selada Vermelha